# Flughafen Mardin

i8
i11
i13
Der Flughafen Mardin (türkisch Mardin Havalimanı, IATA-Code: MQM, ICAO-Code: LTCR) ist ein türkischer Flughafen nahe der Stadt Mardin. Er wird durch die staatliche DHMI betrieben.

## Flughafengelände
Der Flughafen wurde 1999 dem Betrieb übergeben und wird ausschließlich zivil genutzt. Er verfügt über ein Terminal mit einer Kapazität von 400.000 Passagieren im Jahr und eine befestigte Start- und Landebahn, die jedoch kein Instrumentenfluglandesystem (ILS) besitzt. Das Vorfeld hat eine Größe von 50 × 80 Meter und kann ein einzelnes Verkehrsflugzeug aufnehmen.
Ein neues, auf drei Millionen Passagiere ausgelegtes Terminal wurde im Januar 2023 eröffnet.
Die ihm zugeordnete Stadt Mardin liegt etwa 18–20 Kilometer entfernt. Sie ist mit Taxi, Privatwagen oder Flughafenbus über die Schnellstraße D-950 zu erreichen.